# Autópálya M70
L'autópálya M70 (in italiano "autostrada M70") è un'autostrada ungherese.

## Percorso
| LETENYE (M7) - TORNYISZENTMIKLÓS |                                                                |    |                |
| Tipo                             | Indicazione                                                    | km | Strada europea |
|                                  | Autostrada M7 Nagykanizsa, Budapest Letenye, Zagabria (Zágráb) | 0  |                |
|                                  | Inizio tratto autostradale                                     |    |                |
|                                  | Letenye, Zagabria (Zágráb) / Budapest                          | 2  |                |
|                                  | Csörnyeföld, Murarátka / Muraszemenye                          | 11 |                |
|                                  | Area di parcheggio "Csörnyeföldi"                              | 15 |                |
|                                  | Kerka                                                          |    |                |
|                                  | Lenti, Tornyiszentmiklós                                       | 18 |                |
|                                  | Area di parcheggio "Tornyiszentmiklósi"                        | 20 |                |
|                                  | Confine di Stato Tornyiszentmiklós – Pince                     | 21 |                |
|                                  | Autostrada A5 in direzione Maribor, Slovenia                   |    |                |